# Boveella obscura
Boveella obscura – gatunek ameby należący do gromady Discosea wchodzącej w skład supergrupy Amoebozoa. Przynależność tego gatunku do rzędu Dactylopodida jest niepewna.
Trofozoit osiąga wielkość 20 μm. Jądro nie występuje.
Występuje w Zatoce Chincoteague.